# Robert Moresby
Robert Moresby (* 1795; † 16. Juni 1854 in Southampton) war ein Kapitän der britisch-indischen Marine, der an der Vermessung und Kartographierung des Indischen Ozeans maßgeblich beteiligt war.

## Leben

### Herkunft und frühe Karriere
Er war ein Sohn des Fairfax Moresby, esq., aus Lichfield in Staffordshire. Der spätere Admiral Sir Fairfax Moresby war sein älterer Bruder (oder Halbbruder); der Neuguinea-Erforscher John Moresby sein Neffe.
1814 trat er der Bombay-Marine (ab 1830:  Indian Navy) der East India Company bei. Über seine ersten Dienstjahre ist wenig bekannt. Im Herbst 1822 war Moresby unter dem Kommando von Lieutenant William Sowden Collinson und dessen Stellvertreter John Croft Hawkins auf der Prince of Wales an der Vermessung der Dryon-Passage (zwischen den Riau-Inseln südlich von Singapur) beteiligt. Von hier aus segelte man im Frühjahr 1823 auf die Nikobaren, um dort (vergeblich) nach der Besatzung eines vermissten Schiffes zu suchen.

### Vermessung des Roten Meeres

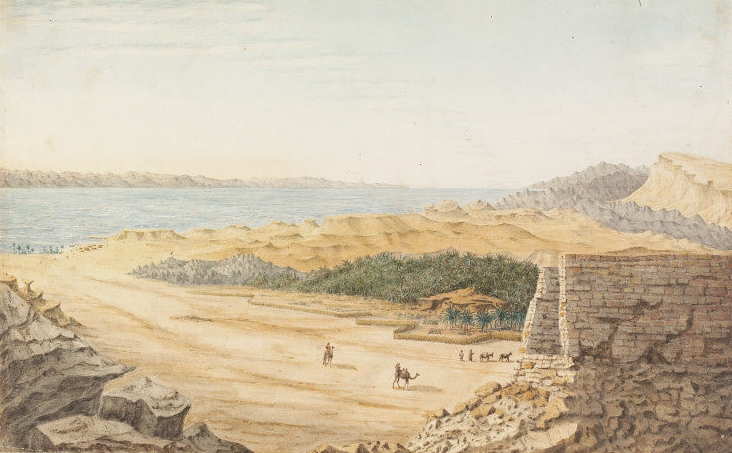
Antike Ruinen im Land Edom über einem Tal und arabischen Dattelgärten (Aquarell von Robert Moresby, entstanden während der Vermessung des Golfs von Akaba)

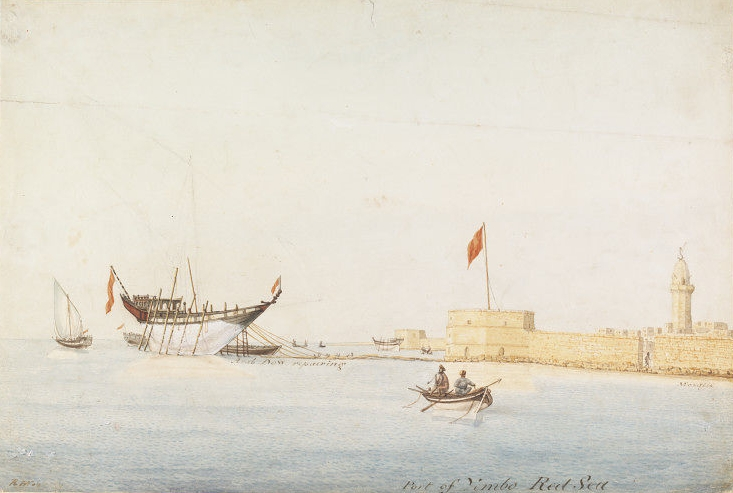
Hafen von Yembo am Roten Meer

Unter dem neuen Superintendenten (Oberbefehlshaber) Sir Charles Malcolm widmete sich die britisch-indische Marine ab 1828 der umfangreichen hydrographischen Vermessung und Kartographierung des Indischen Ozeans samt dessen Nebenmeeren.
Im Rahmen dieser Aufgabe erhielt Moresby die Zuständigkeit für die Lakkadiven übertragen und somit sein erstes großes eigenes Kommando. Er führte die Vermessung im Laufe des Jahres erfolgreich durch und empfahl sich so für weitere Missionen.
Anfang 1829 wurden Planungen begonnen, das (bisher für die europäische Seefahrt eher unbedeutende) Rote Meer genauer zu erforschen, um die aufkommende Dampfschifffahrt zwischen Suez und Bombay gefahrlos möglich zu machen. Die Gewässer galten als schwierig, nachdem dort 1799 britische Kriegsschiffe auf Grund gelaufen waren.
Im Februar 1829 wurde Moresby folglich mit der 10-Kanonen-Brigg Thetis ins Rote Meer entsandt, um eine erste Vorerkundung der Seeregion vorzunehmen und geschützte Anlegestellen ausfindig zu machen. Im Herbst des gleichen Jahres erhielten dann er und Thomas Elwon den offiziellen Auftrag, eine genaue Vermessung des Meeres durchzuführen. Elwon, der ranghöhere und damit befehlshabende, aber im Vermessungswesen unerfahrenere der beiden Männer, kommandierte die Benares, ein altes, zum Vermessungsschiff umgebautes 14-Kanonen-Schiff. Moresby kommandierte die Brigg Palinurus, mit den Lieutenants T. E. Rogers (später J. R. Wellsted) und T. G. Carless als Offizieren. Das Vermessungsgebiet wurde aufgeteilt: Ausgehend vom Naturhafen Khor Shinab an der sudanesischen Küste sollte Moresby das nördliche Rote Meer von Dschidda bis Suez und Akaba kartographieren, während Elwon für den Teil südlich davon zuständig war. Die nächsten drei Jahre verbrachten die beiden mit ihren Schiffen und Mannschaften größtenteils im Roten Meer, lediglich über die Monsunzeit kehrte man nach Indien zurück. Erschwert wurde die Arbeit durch den ägyptisch-osmanischen Krieg, der die anliegenden Küstenregionen erschütterte. Zudem kam es an Bord zu einem Ausbruch der Pocken; mehrere Besatzungsmitglieder starben.
Im Januar 1833 wurde Elwon überraschend auf einen Posten im Persischen Golf befördert. Die beiden Männer tauschten daraufhin die Schiffe und Moresby – seit Mai 1833 Commander – übernahm im Alleingang auch die Vermessung der verbleibenden südlichen Abschnitte. Im Dezember 1833 war er an der Rettung des pro-osmanischen Kriegsherrn Turki Bilmas aus dem von jemenitischen Beduinen belagerten Mokka beteiligt.
Im April 1834 hatten er und seine Mannschaft die Vermessung des Roten Meeres nach vier Jahren und sieben Monaten erfolgreich abgeschlossen und kehrten nach Bombay zurück. Moresby wurde für seine große Pionierleistung gefeiert; Sir Richard Burton bezeichnete ihn einige Jahrzehnte später als „the genius of the Red Sea“. Heute wird die Vermessung als Beginn der modernen wissenschaftlichen Erforschung des Roten Meeres betrachtet.
Neben seiner nautischen und vermessungstechnischen Arbeit war Moresby während seiner Zeit im Roten Meer auch als talentierter Amateurmaler tätig gewesen; von ihm sind etwa dreißig Aquarelle bekannt, die die Landschaften und Häfen entlang der Küste darstellen.

### Malediven und Chagos-Archipel

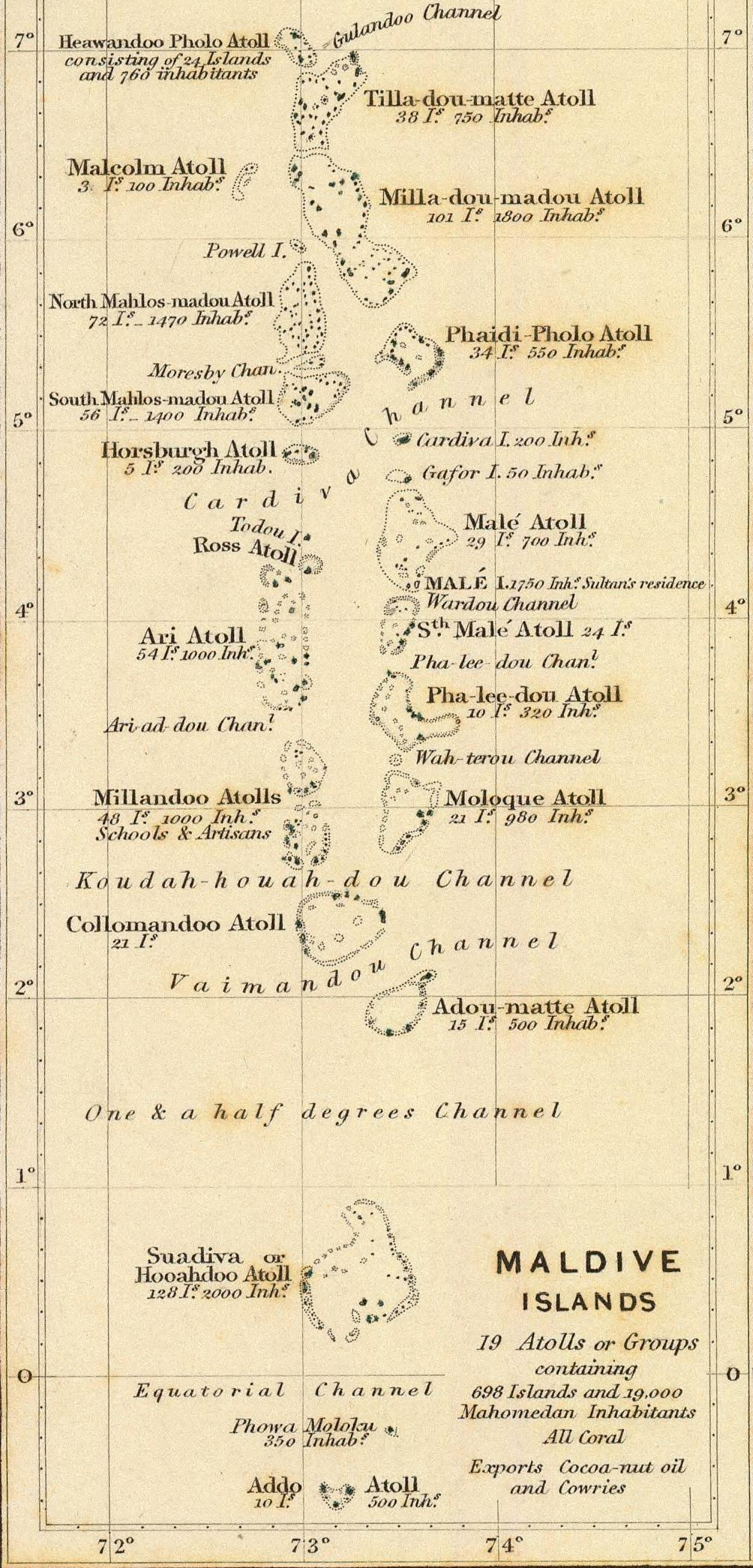
Karte der Malediven aus dem Jahr 1844, basierend auf Moresbys Vermessungen.

Im Herbst 1834 wurde Commander Moresby mit der Vermessung der Malediven beauftragt, von denen bisher nur eine wenig präzise Karte von James Horsburgh aus dem Jahr 1814 existierte. Er kommandierte auf dieser Mission erneut die – inzwischen reichlich angeschlagene – Benares, begleitet vom Schoner Royal Tiger, der unter dem Befehl seines Assistenten Lieutenant F. T. Powell (der schon im Roten Meer dabei gewesen war) stand.
Am 15. November 1834 erreichten sie Malé, wo sie allerdings feindselig empfangen wurden, da die Würdenträger am Hofe des maledivischen Sultans zunächst befürchteten, die Briten wären gekommen, um den exilierten Thronprätendenten Hamed Didee an die Macht zu bringen. Nachdem das Missverständnis geklärt werden konnte und der umstrittene alte Sultan gestorben war, entspannte sich die Situation. Zwei Besatzungsmitglieder, J. A. Young und W. Christopher, verblieben freiwillig für einige Zeit auf der Insel und erstellten später einen Bericht über die maledivische Kultur.
Moresby und Powell führten währenddessen bis 1837 in mehreren Fahrten von Bombay aus umfangreiche Vermessungen durch und kartographierten die bis dahin noch größtenteils unbekannten maledivischen Atolle. Die schmale Meeresstraße zwischen den Atollen Nord-Maalhosmadulu und Fasdhuthere erhielt dabei den Namen Moresby Channel. Ihre Schiffsbesatzungen litten jedoch wiederholt unter schweren tropischen Krankheiten; ein Mann starb.
An die Vermessung der Malediven schloss sich von Februar bis Juni 1837 das südlich davon gelegene Chagos-Archipel an. Hier trägt heute eine Insel des Peros-Banhos-Atolls Moresbys Namen, während das vorgelagerte Riff nach seinem Schiff Benares Shoals genannt wurde. Im Anschluss erkundete Moresby – nun ohne Powells Begleitung – die unterseeischen Bänke Saya de Malha und Nazareth (mitten im westlichen Indischen Ozean zwischen Chagos, den Seychellen, Madagaskar und Mauritius). Im Februar 1838 kehrte er nach Bombay zurück, ließ sich aus gesundheitlichen Gründen für drei Jahre beurlauben und reiste heim nach Europa.

### Spätere Tätigkeiten
In England lebte Moresby in Portsmouth (Gloucester Place im Stadtteil Southsea), wo er eine Familie gründete.
Charles Darwin, der zwei Jahre zuvor von seiner Weltreise zurückgekehrt war, zeigte sich an Moresbys Karten der Malediven- und Chagos-Atolle interessiert; die beiden Männer korrespondierten daraufhin über mögliche Entstehungsarten der Koralleninseln und tektonische Vorgänge im Indischen Ozean.
Im Juni 1840 kehrte Moresby schließlich, nun im Range eines Captain, mit der neuen Dampffregatte Sesostris (876 Tonnen, 220 hp) ins Rote Meer zurück. Im folgenden August schloss er Handels- und Freundschaftsverträge mit den Lokalherrschern in der Afar-Stammesregion südlich des Bab al-Mandab, so etwa mit dem Sultan von Tadjoura und dem Gouverneur von Zeila. Neben dem Erwerb von sicheren Ankerplätzen und der Verhinderung der Piraterie ging es dabei in erster Linie darum, einer französischen Mission zurvorzukommen.
Im März 1841 verließ Moresby schließlich nach knapp 24 aktiven Dienstjahren die indische Marine, da er seine Leistungen nicht ausreichend gewürdigt sah. Er wechselte auf einen gut bezahlten Kapitänsposten der Peninsular and Oriental Steam Navigation Company, die von der Regierung den Zuschlag für die Postbeförderung nach Indien erhalten hatte. Bis 1846 kommandierte er die Hindostan (2017 Tonnen, 550 hp) auf 14 Reisen zwischen Indien und Suez, gefolgt vom Schiff Ripon zwischen England und Alexandria.
Im Juni 1854 brach Robert Moresby während der Wiedereröffnungsfeier des Crystal Palace zusammen und starb fünf Tage später, am 16. Juni 1854, im Alter von 58 Jahren in Southampton. Ihm zu Ehren benannte der Naturforscher Alfred William Alcock im Jahr 1898 eine in indischen Küstengewässern heimische Rochen-Art Benthobatis moresbyi.